# Alnabru
Alnabru jest jedną z dzielnic (strøk) Oslo wchodzącą w skład gminy Alna. Znajduje się w południowośrodkowej części Doliny Groruddalen. Ma wyjątkowo przemysłowy charakter. Na jej obszarze znajduje się terminal przeładunku produktów, a także stacja kolejowa dla gminy Alna.
Sama nazwa Alnabru pochodzi z okolic Alnaelva i starego osiedla Alna Gard. Ma to również związek z nazwę gminy (nor. bydel) Alna, do której dzielnica przynależy.
W Alnabru znajdzuje się jeden z najstarszych kościołów sikhimskich w Norwegii, który powstał w 1983 r.